# Мужчине живётся трудно. Фильм 17: Восход и багряный закат Торадзиро
«Мужчине живётся трудно. Фильм 17: Восход и багряный закат Торадзиро» (яп. 男はつらいよ 寅次郎夕焼け小焼け, отоко-ва цурай ё: торадзиро юякэ коякэ; другое название — «Мужчине живётся трудно: Вечерняя песенка для Торадзиро»; англ. Tora-san's Sunrise and Sunset (Tora-san 17) — японская комедия режиссёра Ёдзи Ямады, вышедшая на экраны в 1976 году. 17-я эпопея приключений незадачливого Тора-сана, по мнению критиков, является одной из лучших кинолент цикла и имела хорошие сборы в прокате. Фильм занял третье место в списке самых кассовых японских кинофильмов, а по результатам голосования ведущих критиков страны в издании «Кинэма Дзюмпо» фильм занял почётное 2 место среди кинолент того года.

## Сюжет
Тора-сан гостит у дяди Тацудзо, тёти Цунэ и сестры Сакуры. Его посещение совпало с днём рождения его любимого племянника, маленького Мицуо. Как выясняется, мальчика в школе дразнят из-за его чудаковатого дяди. Возникает спор, после которого обиженный Торадзиро покидает родных и опять начинает скитаться по стране.
Наконец, Тора-сан возвращается после странствий по Японии в родную Сибамату, приведя с собой повстречавшегося ему в дороге знаменитого художника, пьяницу Икэноути. Он и не представлял себе, к каким неожиданным последствиям приведет такой его поступок… Родственники раздражены настолько, что и самого Торадзиро не хотят уже видеть. Протрезвевший художник замечает, к каким недоразумениям привело его появление в этом доме и делает Тора-сану на память рисунок. Когда Торадзиро осознаёт, что рисунок знаменитого художника можно продать за 70 000 иен, а художника уже и след простыл, он вступает в бой со своими домочадцами и вновь хлопает дверью, пускаясь в бега. На своём пути скитаний по стране он встречает гейшу Ботан, которая позже посетит его в Сибамате. Гейша признается Тора-сану, в том, что она разорена, потеряв 2 миллиона иен (около 15 000 долларов по курсу 1976 года), доверившись одному из своих клиентов, оказавшемуся мошенником. Доверчивый Тора-сан преисполнен решимости восстановить потерянные сбережения гейши.

## В ролях
- Киёси Ацуми — Торадзиро Курума (или Тора-сан)
- Тиэко Байсё — Сакура, сестра Торадзиро
- Кивако Тайти — Ботан
- Дзюкити Уно — Икэноути
- Ёсико Окада — Сино
- Акира Тэрао — рабочий в городе
- Гин Маэда — Хироси Сува, муж Сакуры
- Хаято Накамура — Мицуо Сува, сын Сакуры и Хироси
- Масами Симодзё — Тацудзо, дядя Тора-сана
- Тиэко Мисаки — Цунэ, тётя Тора-сана
- Хисао Дадзай — Умэтаро Кацура, босс Хироси
- Гадзиро Сато — Гэн
- Тисю Рю — священник
- Хидэдзи Отаки — муж Тайгадо
- Сэнри Сакураи — менеджер туристической компании

## Премьеры
- — национальная премьера фильма состоялась 24 июля 1976 года в Токио[2].
- — премьера в США 6 мая 1977 года[2].
- — 2 апреля 2016 года фильм впервые был показан в республике Беларусь в рамках 5-го фестиваля японского кино в Минске[3].
- — впервые показан российскому зрителю 26 ноября 2019 года под названием «Мужчине живётся трудно: Восход и багряный закат Торадзиро» в рамках ретроспективы фильмов режиссёра Ёдзи Ямады в Москве (в конференц-зале Государственной Третьяковской галереи)[4].

## Награды и номинации
Hochi Film Awards
- Церемония награждения 1976 года

- Премия лучшей актрисе второго плана 1976 года — Кивако Тайти.

Премия журнала «Кинэма Дзюмпо» (1977)
- Премия лучшей актрисе второго плана 1976 года — Кивако Тайти.
- Номинация на премию за лучший фильм 1976 года (по результатам голосования занял 2-е место).

## Комментарии
1. ↑  Русское название «Мужчине живётся трудно: Вечерняя песенка для Торадзиро» распространено на торрент-трекерах в сети с русскими субтитрами